# كيفن ديكنسون
كيفن ديكنسون (بالإنجليزية: Kevin Dickenson)‏ هو لاعب كرة قدم بريطاني، ولد في 24 نوفمبر 1962 في Metropolitan Borough of Hackney ‏ في المملكة المتحدة. لعب مع تشارلتون أثلتيك وتوتنهام هوتسبير ونادي ليتون أورينت.